# San Pedro de Macorís (miasto)
San Pedro de Macorís – miasto w południowo-wschodniej części Dominikany, nad Morzem Karaibskim, 64 km na wschód od Santo Domingo. Ludność: 193,7 tys. (2002) – trzecie pod względem liczby ludności miasto kraju. Ośrodek administracyjny prowincji San Pedro de Macorís. Dawne nazwy: Sultana del Este, Macorís del Mar, La Tasita de Oro.
San Pedro de Macorís to ważny port morski i rybacki Dominikany. Stanowi główny port wywozu cukru. Jest to ważny ośrodek handlowy i przemysłowy tej części kraju. Mieści się tutaj uniwersytet – Universidad Central del Este (Centralny Uniwersytet Wschodu). Ze stolicą kraju miasto połączone jest autostradą nr 3. W pobliżu miasta znajduje się Port lotniczy Cueva Las Maravillas.

## Historia
San Pedro de Macorís założono 10 września 1822 roku na wschodnim brzegu rzeki Higuano (nazywaną również jako Macorís). Pierwotnie była wioską rybacką, założona przez imigrantów pochodzenia niemieckiego, arabskiego, hiszpańskiego, francuskiego, włoskiego i przez rdzenną ludność wyspy. Po 1822 roku z powodu imigracji ludności ze wschodniej części Santo Domingo, powstała duża osada na zachodnim brzegu rzeki Higuamo. Schronili się tam w próbie uniknięcia inwazji Haitańczyków. Te dwie osady powstały w pobliżu zatoki nazwie Mosquito (Moskity) oraz Son (Słońce) – nazwy powstały od komarów, które występowały w tamtym rejonie, ze względu na miejscowe lasy namorzynowe skąpane w słońcu. Mosquito i Son znajdowały się na zachodniej stronie rzeki Higuano, w pobliżu ujścia przy miejscowości Punta de Garza. Nazwa Mosquitisol to obecnie jedna z ulic w dzielnicy Miramar, będącą jedną z najstarszych w prowincji. W 1848 roku powstały pierwsze cukrownie i szkoły, a w roku 1852 port wojskowy. 1 października 1856 roku otwarto pierwszy kościół katolicki. Nazwa San Pedro de Macoris powstała w 1858 roku za namową prezbitera Eliasa Gonzaleza, który zasugerował, aby nazwę Macorís, poprzedzić słowem San Pedro (świętego Piotra Apostoła), patrona miasta. W latach 1868–1875 z miejscowego portu do portu w stolicy w łodziach transportowano banany, stary dom rybaków nazwany Macorís de los Plátanos (Banany Macorís). 9 stycznia 1879 roku pracę rozpoczął pierwszy młyn parowy, a w następnym roku bibliotekę Hija del Esfuerzo (Córka wysiłku). W roku 1882 założono pierwszą drukarnię. Powstały liczne zakłady przemysłowe. Miasto uważano za perłę Dominikany. Kiedy na początku XX wieku miejscowy cukier osiągnął na amerykańskim rynku wysoką cenę spowodowało to w Sułtanacie Wschodu (Sultana del Este) – jak wówczas nazywano miasto, boom ekonomiczny znanego jako taniec milionów osada przekształciła się w zindustrializowane miasto z rezydencjami potentatów cukrowniczych. Budową zajmowali się przybyli robotnicy z sąsiednich wysp kolonii brytyjskich nazywanych Cocolos. Ci prości mieszkańcy Wysp Nawietrznych przynieśli ze sobą nietypowy styl architektoniczny, Biblię, proste instrumenty muzyczne tworząc brzmienie cainanes oraz zmysłowy i erotyczny taniec momise, znany tu jako goloya. 9 września 1907 roku miasto zostało stolicą prowincji, jego granice rozszerzono na zachodni brzeg rzeki. W roku 1911 wybudowano kościół San Pedro Apóstol. W okresie największego rozwoju gospodarczego na rzece lądowały wodno-samoloty linii Pan American, obsługujące mieszkańców rezydencji cukrowych potentatów.
Juan Luís Guerra w utworze Guavaberry wspomina San Pedro de Macorís.

## Dzielnice
24 de abril, Barrio Azul, Barrio Blanco, Barrio El 3-½, Barrio Lindo, Barrio México, Buenos Aires, Cervecería, El Silencio, El Toconal, Evangelina Rodríguez, Invi-CEA, Japón, Las Filipinas, La Puerta de Santa Fe, La Punta Pescadora, La Roca, Las Flores, Las Piedras, Los Cuatro Caminos, Los Maestros, Miramar, Placer Bonito, Porvenir, Punta de Garza, Restauración, Sarmiento, Urbanización Enriquillo, Urbanización Hazim, Urbanización Independencia, Urbanización Kennedy, Urbanización Universitaria, Villa Faro, Villa Velásquez, Ensanche Vega, Barrio Titán, Residencial Naíme, Residencial Villa España, Las Colinas I, Las Colinas II, Villa Progreso I, Villa Progreso II, Villa Blanca, Barrio Saleme, El Brisal, La Cervecería, Batey El Guano, Batey Hoyo del Toro, Batey Alemán, Batey Montecristi, Villa Centro, Villa Olímpica I, Villa Olímpica II, Loma del Cochero, Los Filius, Juan Pablo Duarte, Santa Clara, Los Multi, Los Guandules, Villa Magdalena, Villa Progreso, Villa Providencia, Villa Maranatha.

## Gospodarka
Główna branża gospodarki to cukrownictwo (cukiernia Ingenio Porvenir), port, handel i turystyka. Większość obiektów turystycznych położone jest w Juan Dolio w okręgu Guayacanes, położony na zachód od centrum miasta San Pedro de Macoris.

## Religia
W mieście znajdują się kościoły rzymskokatolickie oraz obiekty religijne innych wspólnot: mormonów, Świadków Jehowy, adwentystów i zielonoświątkowców.

## Sport
Miasto nazywane jest kolebką łączników słynie z baseballowych talentów, którymi zasila ligę
- Estrellas Orientales – baseballowa drużyna, rozgrywająca mecze na Estadio Teteo Vargas.

## Zabytki i miejsca turystyczne
- Malecón – deptak
- San Pedro Apostól – kościół
- Centro Cultural Fermoselle – centrum artystyczne
- Parque Duarte – główny trójkątny plac miasta z budynkami z okresu wiktoriańskiego
- Remiza strażacka z 1903 roku – ze szczytu spiralnych schodów roztacza się panorama miasta
- Museum Regional de Antropología – zbiór dorobku Taínów
- Ingerio Pervenir – zabytkowa cukrownia
- Festival de San Pedro – święto miasta obchodzone pod koniec czerwca, z historią i tradycjami Cocolos, mówiących po angielsku potomków afrokaraibskich przesiedleńców z Anguilli i Tortoli.

## Urodzeni w San Pedro de Macorís
- Pedro Mir – poeta, pisarz i profesor akademicki na Uniwersytecie w Santo Domingo, uważany za poetę narodowego
- Sammy Sosa – baseballista
- Rico Carty – baseballista
- Robinson Cano – baseballista
- George Bell – baseballista
- Rene del Risco Bermudez – poeta, prozaik i publicysta
- Pedro Guerrero – baseballista